# Canthylidia cistella
Canthylidia cistella är en fjärilsart som beskrevs av Swinhoe 1901. Canthylidia cistella ingår i släktet Canthylidia och familjen nattflyn. Inga underarter finns listade i Catalogue of Life.